# Phanerochaete salmoneolutea
Phanerochaete salmoneolutea är en svampart som beskrevs av Burds. & Gilb. 1974. Phanerochaete salmoneolutea ingår i släktet Phanerochaete och familjen Phanerochaetaceae.   Inga underarter finns listade i Catalogue of Life.